# مقاطعة بيتيس (ميزوري)
مقاطعة بيتيس (بالإنجليزية: Pettis County)‏ هي إحدى المقاطعات في ولاية ميزوري في الولايات المتحدة الأمريكية.